# Echinussa imerinensis
Echinussa imerinensis là một loài nhện trong họ Salticidae.
Loài này thuộc chi Echinussa. Echinussa imerinensis được Eugène Simon miêu tả năm 1901.